# Sud Radio (België)
Sud Radio is een Waals radiostation. Het station zendt voornamelijk muziek uit, afgewisseld met regionale informatie.
In 2008 heeft het station van de Franse Gemeenschap van België de zendrechten voor de provincie Henegouwen ontvangen en wordt in de hele provincie goed beluisterd, met name in Bergen, de Borinage, de omgeving van La Louvière en Picardisch Wallonië (Aat, Doornik en Moeskroen).